# Шалютин, Соломон Михайлович
Соломон Михайлович Шалютин (2 мая 1921, Любавичи, Смоленская губерния — 9 июня 2009, Курган) — советский и российский учёный, философ, доктор философских наук, проректор по научной работе Курганского государственного педагогического института. Заслуженный работник культуры РСФСР. Почётный гражданин города Кургана (2006). Участник Великой Отечественной войны, майор.

## Биография
Соломон Михайлович Шалютин родился 2 мая 1921 года в местечке Любавичи Любавичской волости Смоленского уезда Смоленской губернии, ныне деревня — административный центр Любавичского сельского поселения Руднянского района Смоленской области. Его мать, Берта Соломоновна Шалютина, была модисткой; отец, Михаил Борисович Шалютин, из семьи витебского ювелира, выпускник Виленского еврейского учительского института, работал учителем математики. В семье было четверо детей, но две сестры Соломона умерли в юности от туберкулеза. Старший брат, как и отец, окончил учительский институт и работал учителем математики, во время Великой Отечественной войны пропал без вести.
Соломон был секретарем школьной комсомольской организации. Окончив школу с отличием, поступил на механико-математический факультет Московского государственного университета. Из-за отсутствия средств учебу вынужден был отставить и вернулся на Смоленщину.
Трудовую деятельность начал в 1939 году в качестве литературного работника районной газеты Издешковского района Смоленской области. После начала Советско-финляндской войны, в декабре 1939 года принял решение вступить добровольцем в ряды Рабоче-крестьянской Красной Армии. Участник Великой Отечественной войны с июля 1941 года, участвовал в боях возле Винницы, был радистом. Затем служил начальником радиостанции и заместителем командира радиолокационной станции (в 14-м отдельном батальоне войск воздушного наблюдения, оповещения и связи 18-й армии; затем в 139-м запасном зенитно-артиллерийском полку ПВО; затем в 3-м запасном полку ПВО). Воевал на Южном, Сталинградском и Карельском фронтах. Демобилизован в 1945 году. 
После войны из семьи в живых не осталось никого и С.М. Шалютин уехал в город Шадринск Курганской области, где жила сестра его матери Нина Соломоновна Баевская со своей семьей. Там стал трудиться лектором Шадринского горкома ВКП(б). В марте 1946 года переведён в город Курган в качестве лектора Курганского обкома ВКП(б). В 1948 году поступил на заочное отделение Высшей партийной школы ЦК ВКП(б) и в 1950 году окончил её.
В 1953 году был утверждён заместителем директора Курганской областной партийной школы, а в 1957 году он поступил в аспирантуру кафедры философии Академии общественных наук при ЦК КПСС, которую окончил в 1959 году. В этом же году защитил диссертацию на соискание степени кандидата философиских наук, на тему «Диалектическое отрицание в общественном развитии». Шалютин активно участвовал в научных обсуждениях по кибернетики и оказался в самой гуще борьбы за её признание в СССР. В 1961 году в книге «Философские вопросы кибернетики», была представлена работа С.М. Шалютина «О кибернетике и сфере ее применения», которая и принесла ему широкую известность в философии и науке.
После окончания Академии Шалютин возвратился в Курган, где возглавил в Курганском государственном педагогическом институте кафедру марксизма-ленинизма. В 1964 году из нее выделилась кафедра философии и научного коммунизма, на базе которой в 1977 году начала работать кафедра философии; в декабре 1995 года при создании университета она была объединена с кафедрой истории и философии Курганского машиностроительного института. С 1969 года стал проректором института по научной работе и проработал в этой должности 18 лет. В дальнейшем продолжил педагогическую работу в этом учебном заведении. В 1978 году в Уральском государственном университете защитил диссертацию на соискание степени доктора философских наук на тему «Абстрактное мышление и информационная техника (гносеологические аспекты проблемы)». С 1995 по 2001 годы работал профессором кафедры философии Курганского государственного университета.
В течение многих лет Соломон Михайлович являлся участником состава Совета по кибернетике при Президиуме Академии наук СССР. Его монографии и научные труды переведены на многие иностранные языки и упоминаются в зарубежных исследованиях по истории российской науки XX века.
С 1960 года был заместителем председателя Курганской областной организации общества «Знание».
Был руководителем постоянно действующего семинара преподавателей кафедр общественных наук вузов Курганской области.
Неоднократно избирался членом Курганского горкома и Курганского обкома КПСС.
В 2006 году было принято решение присвоить Шалютину Соломону Михайловичу звание «Почетный гражданин города Кургана».
Соломон Михайлович Шалютин умер 9 июня 2009 года в городе Кургане Курганской области. Похоронен на кладбище села Кетово Кетовского сельсовета Кетовского района Курганской области, ныне село — административный центр Кетовского муниципального округа той же области.

## Награды
Заслуги отмечены медалями:
- Орден Отечественной войны II степени, 6 ноября 1985 года[9]
- Орден «Знак Почёта»
- Медаль «За оборону Кавказа»
- Медаль «За оборону Советского Заполярья»
- Медаль За победу над Германией в Великой Отечественной войне 1941-1945 гг.
- Заслуженный работник культуры РСФСР
- Отличник просвещения СССР
- Отличник народного просвещения РСФСР
- Нагрудный знак «За отличные успехи в работе»,
- Почётный гражданин города Кургана, 5 июля 2006 года[10]

## Научные труды
- "Алгоритмы и возможности кибернетики" (1962)
- Атеистическое воспитание в школе / Ред. коллегия. С.М. Шалютин (отв. ред.). — Курган: газ. «Сов. Зауралье», 1964. — 123 с. — 5000 экз.[11]
- Шалютин С.М. Кибернетика и религия / Под науч. ред. акад. Э. Кольмана. — М.: Знание, 1964. — 64 с. — (Новое в жизни, науке, технике. 12 серия. Естествознание и религия). — 36 500 экз.[12]
- Шалютин С.М. Высшие и низшие формы движения. — М.: Знание, 1967. — 64 с. — (Новое в жизни, науке, технике. 12 серия. Естествознание и религия). — 57 300 экз.[13]
- "Кибернетика. Мышление. Жизнь!" (1964);
- "Кибернетические процессы в системе форм движения" (1971);
- "Ленинская теория отражения и современная наука". (София, 1973);
- Шалютин С.М. Абстрактное мышление и кибернетика. — Челябинск: Челяб. пед. ин-т, 1976. — 107 с. — 1000 экз.[14]
- Проблемы теории познания / Редкол. С.М. Шалютин (отв. ред.). — Челябинск: Челяб. пед. ин-т, 1976. — 179 с. — 1000 экз.[15]
- Шестьдесят лет по пути Октября / Редкол. С.М. Шалютин (отв. ред.). — Курган, 1977. — 234 с. — 500 экз.[16]
- Шалютин С.М. Язык и мышление. — М.: Знание, 1980. — 64 с. — (Новое в жизни, науке, технике. Сер. «Философия» № 10). — 34 300 экз.[17]
- Шалютин С.М. Искусственный интеллект. — М.: Мысль, 1985. — 199 с. — 17 000 экз.[18]
- Формирование марксистско-ленинского мировоззрения и интернациональное воспитание учащейся молодёжи / Редкол. С.М. Шалютин (отв. ред.). — Курган, 1987. — 282 с. — 500 экз.[19]
- Низшее и высшее, системы и элементы в процессе развития / Редкол. С.М. Шалютин (отв. ред.). — Челябинск: ЧПГИ, 1988. — 146 с. — 1000 экз.[20]
- Шалютин С.М. Машины. Люди. Ценности. — Курган: КГУ, 2006. — 393 с. — ISBN 5-86328-781-0.

## Семья
- Жена Полина Никитична (14 октября 1922 — 18 апреля 2014), кандидат экономических наук, преподавала политэкономию в Курганском пединституте. В семье трое сыновей:
  - Сын Михаил (род. 1949), инженер-электронщик, руководитель Курганского филиала ФБУ ТФГИ по УрФО.
  - Сын Марк (род. 1952), судья Курганского областного суда.
  - Сын Борис (род. 15 марта 1960), заведующий кафедрой философии Курганского государственного университета, депутат Курганской городской Думы.